# 中长街站
中长街站是大连地铁1号线的地铁站，位于中国辽宁省大连市沙河口区西安路与中长街交叉口南侧，于2015年10月30日开通。

## 车站结构
中长街站沿西安路南北设置，为地下二层分离岛式站台车站，车站长185.5米，双侧标准段宽11.8米，受东联路高架桥桩影响，车站地下一层设置分离式站厅，地下二层设置分离式站台，站台设置全高站台门。
| 地面                | 出入口 | B、C1、C2、D出入口 |
| 地下一层            | 站厅   | 客服中心、自动售票机、验票机 |
| 地下二层            | 站台   | \| \| \| █ 1号线往姚家（香工街） \| \| 分離式 · 開左邊车门 \| \| \| \| 通道连接两侧站台 \| \| \| \| 分離式 · 開左邊车门 \| \| \| \| \| \| 往河口（兴工街） \| |
|                     |        | █ 1号线往姚家（香工街） |
| 分離式 · 開左邊车门 |        | |
| 通道连接两侧站台    |        | |
| 分離式 · 開左邊车门 |        | |
|                     |        | 往河口（兴工街） |

## 车站出口
中长街站目前开放4个出口，各出口及周围设施如下所示：
| 出口编号                | 照片 | 出口指示         | 建议前往的目的地                                                 |
| ----------------------- | ---- | ---------------- | ---------------------------------------------------------------- |
| B · 出口                |      | 西安路（东北侧） | 沙河口区残疾人综合服务中心，丽都园小区                           |
| C · 1 · 出口            |      | 西安路（西北侧） | 中长街，沙河口站，机车佳苑小区                                   |
| C · 2 · 出口 · （设有） |      | 西安路（西北侧） | 中长街，万向城小区                                               |
| D · 出口                |      | 西安路（西南侧） | 华阳风尚小区，大连市第四十七中学，大连市烹饪中等职业技术专业学校 |
| 图例： 设有             |      |                  |                                                                  |

## 接驳交通

### 公交车
- 沙河口火车站：6路、8路、10路、17路、25路、29路、35路、405路、411路、514路、532路、705路、705路区间、909路、1101路、1101路永兴寺加车、1103路、1103路加车、1104路、1105路、1106路加车、1108路、1108路加车、1109路、1201路、1302路、2004路
- BRT沙河口火车站：BRT快速公交

## 车站历史
车站建设时期工程名为沙河口火车站站，开通前确定以七贤岭站作为车站正式名称。
- 2013年1月15日，车站主体结构完工[2]。
- 2017年6月7日，车站随1号线一期通车开通[1]。